# چشم طوفان (فیلم ۲۰۱۵)
چشم طوفان (به فرانسوی: L'oeil du cyclone) یک فیلم درام روان‌شناختی محصول سال ۲۰۱۵ سینمای بورکینافاسو که دربارهٔ سربازان کودک می‌باشد. این فیلم به کارگردانی سکو ترائوره، نویسندگی کریستف لمواین و لوئیس مارکز با بازی فارگاس آسندره و مایمونا ان دیایه است. این فیلم ده نامزدی در دوازدهمین جوایز آکادمی فیلم آفریقا دریافت کرد و در سه بخش از جمله بهترین فیلم برنده شد.